# سوزان ميتكالف كاسالز
سوزان ميتكالف كاسالز (بالإنجليزية: Susan Metcalfe Casals)‏ هي مغنية أمريكية، ولدت في 1878، وتوفيت في 1959.